# Stanisław Berini
Stanisław Józef Berini (ur. 1808 w Słabuszewicach, zm. 2 stycznia 1905 w Gilowicach) – powstaniec listopadowy. 

## Życiorys
Urodził się w 1808. W 1828 został wcielony do Wojska Polskiego Królestwa Kongresowego i przydzielony do 2 kompanii 4 Pułku Piechoty Liniowej. Wziął udział w powstaniu listopadowym 1830-1831. Uczestniczył w walkach swojego pułku. Był dwukrotnie ranny, przy zdobyciu arsenału i podczas odbicia Warszawy przez Rosjan. Walczył w całym szlaku macierzystego pułku, w tym w bitwie pod Ostrołęką. Został mianowany oficerem.
W 1833 uczestniczył w próbie powtórnego wzniecenia powstania. 29 kwietnia 1833 szedł na czele ataku na posterunek w Józefowie, oddając pierwszy strzał. Został wzięty do niewoli, a następnie skazany przez sąd wojenny w Lublinie na karę dwóch tysięcy kijów i dożywotniej katorgi na dalekim wschodzie Imperium Rosyjskiego. Został zesłany do guberni irkuckiej, gdzie spędził 28 lat. 
Po odzyskaniu wolności przybył do Warszawy. Później przeniósł się do Galicji. Był sądzony za udział w organizacji przygotowującej powstanie styczniowe 1863 i przez trzy miesiące więziony.
Później zamieszkał w Gilowicach. Na początku XX wieku był jednym z ostatnich żyjących powstańców listopadowych, w tym ostatnim żołnierzem 4 Pułku. Zmarł 2 stycznia 1905 w Gilowicach i został pochowany na miejscowym cmentarzu.